# Mangorini
Mangorini è una tribù appartenente alla famiglia Araneidae dell'ordine Araneae della classe Arachnida.
Questa tribù prende il nome probabilmente dal genere Mangora che ne rappresenta le caratteristiche tipo; in aggiunta il suffisso -ini che designa l'appartenenza ad una tribù.

## Tassonomia
Al 2007, si compone di 23 generi:
- Acacesia SIMON, 1895
- Alenatea SONG & ZHU, 1999
- Eriovixia ARCHER, 1951
- Eustacesia CAPORIACCO, 1954
- Eustala SIMON, 1895
- Faradja GRASSHOFF, 1970
- Hingstepeira LEVI, 1995
- Kilima GRASSHOFF, 1970
- Larinia SIMON, 1874
- Lariniaria GRASSHOFF, 1970
- Larinioides CAPORIACCO, 1934
- Lipocrea THORELL, 1878
- Mahembea GRASSHOFF, 1970
- Mangora O.P.-CAMBRIDGE 1889
- Neoscona SIMON, 1864
- Paralarinia GRASSHOFF, 1970
- Prasonica SIMON, 1895
- Prasonicella GRASSHOFF, 1971
- Pseudopsyllo STRAND, 1916
- Psyllo THORELL, 1899
- Siwa GRASSHOFF, 1970
- Spilasma SIMON, 1897
- Umbonata GRASSHOFF, 1971